# Hải Chánh
Hải Chánh là một xã thuộc huyện Hải Lăng, tỉnh Quảng Trị, Việt Nam. Quy hoạch đến trước năm 2040, xã Hải Chánh trở thành phường thuộc thị xã Hải Lăng 
Xã Hải Chánh có diện tích 35,42 km², dân số năm 1999 là 7.135 người, mật độ dân số đạt 201 người/km².

## Hành chính
Xã Hải Chánh được chia thành 6 thôn: Tân Phong, Hội Kỳ, Mỹ Chánh, Nam Chánh, Tây Chánh, Xuân Lộc.